# KrioRus
KrioRus es una empresa rusa que presta servicios en el ámbito de la Criónica y Criopreservación.
KrioRus ofrece la posibilidad de Criopreservación Neuronal o Criopreservación de todo el cuerpo; también ofrece la posibilidad de Criopreservación de ADN.
En agosto de 2011, KrioRus tenía 17 personas y 8 animales en suspensión criónica.
Para el 2017, tenía 51 personas y 19 animales en suspensión.

## Historia
KrioRus fue fundada en 2005 en el área de Moscú por 8 crionicistas Rusos.
Su primer paciente fue Lidia Ivanovna Fedorenko, un caso que se hizo famoso en Rusia porque este paciente se mantuvo en hielo seco (-80 grados) durante varios meses, hasta la creación de KrioRus.

## Instalaciones
Sus instalaciones de almacenamiento se encuentran en Alabushevo, Moscú, Rusia.

## Organización
En el año 2011, a KrioRus era compuesta por:
| Director Geral             | Valerija Pride      |
| Director Científico        | Igor Artyukhov      |
| Presidente                 | Danila Medvedev     |
| Médico/Técnico             | Eugenij Shumilov    |
| Embalsamador/Perfusionista | Alexey Sulaev       |
| Ingeniero/Filósofo         | Andrey Shvedko      |
| Jefe del Consejo Técnico   | Victor Grebenshikov |

## Servicios
KrioRus ofrece la posibilidad de criopreservación de humanos y animales domésticos.
Existe la posibilidad de la Criopreservación Neuronal (cabeza solamente) a un costo de 10 000 dólares o criopreservación de cuerpo entero a un costo de 30 000 dólares.
La Criopreservación de animales de compañía, depende de su tamaño, pero el costo medio es de 5 000 dólares.
También existe la posibilidad de criopreservación de ADN.